# 馬尼利
49°44′3″N 35°40′4″E / 49.73417°N 35.66778°E
馬尼利（烏克蘭語：Манили）是位於烏克蘭東部的村莊，由哈爾科夫州博霍杜希夫區的瓦爾基市鎮負責管轄。該村始建於1821年，面積3.79平方公里，海拔高度182米，2001年人口21，人口密度每平方公里5.54人。